# Dave Freudenthal

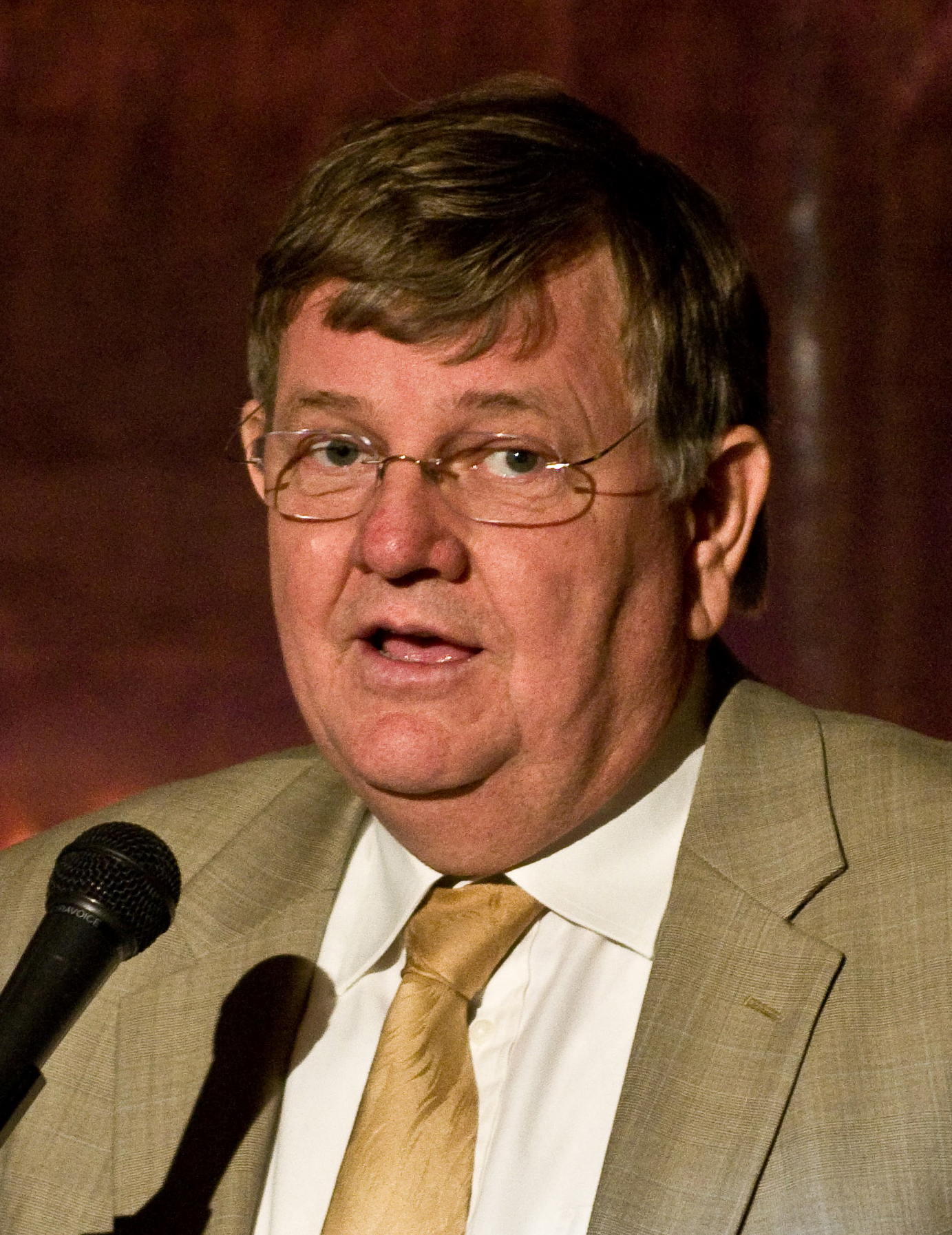
Dave Freudenthal (2008)

David Duane „Dave“ Freudenthal (* 12. Oktober 1950 in Thermopolis, Wyoming) ist ein US-amerikanischer Politiker (Demokratische Partei). Im Jahr 2002 wurde er zum 31. Gouverneur des Bundesstaates Wyoming gewählt und am 7. November 2006 wiedergewählt. Da eine dritte Amtszeit laut Staatsverfassung nicht möglich war, schied er im Januar 2011 aus dem Amt.

## Biographie
Dave Freudenthal wurde als siebtes von acht Kindern geboren und wuchs auf einer Farm auf. Nach dem Besuch des Amherst College 1973 graduierte er mit dem Bachelor in Wirtschaft. Seinen Berufseinstieg begann er als Betriebswirt beim Department of Economic Planning and Development und wurde später Direktor seiner Abteilung unter Gouverneur Edgar Herschler.
Freudenthal besuchte das College of Law der University of Wyoming und verließ dieses 1980 mit dem Law Degree. Er begann als Rechtsanwalt zu arbeiten. 1994 wurde er von US-Präsident Bill Clinton als Nachfolger von Richard A. Stacy zum Bundesstaatsanwalt für den Distrikt Wyoming ernannt.
2002 schließlich bewarb sich Freudenthal erfolgreich um das Amt des Gouverneurs von Wyoming. Mit 49,96 Prozent der Stimmen gewann er recht knapp gegen den Republikaner Eli Bebout (47,92 Prozent). Vier Jahre später setzte er sich mit einem Anteil von 69,89 Prozent deutlich gegen Ray Hunkins (29,97 Prozent) durch. Im Jahr 2010 wurde lange darüber spekuliert, ob Freudenthal eine Verfassungsänderung anstreben würde, um eine dritte Amtszeit zu ermöglichen; letztlich trat dieser Fall aber nicht ein. Am 3. Januar 2011 übergab er das Gouverneursamt an den Republikaner Matt Mead.
Freudenthal ist mit der Rechtsanwältin Nancy D. Freudenthal verheiratet. Gemeinsam haben sie vier Kinder (Donald, Hillary, Bret und Katie).